# Gmina Champion (Ohio)
Gmina Champion (ang. Champion Township) – gmina w Stanach Zjednoczonych, w stanie Ohio, w hrabstwie Trumbull. W 2020 roku liczyła 9381 mieszkańców.